# Kevin Krawietz
Kevin Krawietz (Coburgo, 24 gennaio 1992) è un tennista tedesco.
Specializzato nel doppio, ha vinto il Roland Garros nel 2019 e nel 2020, facendo coppia entrambe le volte con il connazionale Andreas Mies. Vanta inoltre la finale agli US Open 2024 e la vittoria alle Finals 2024 con Tim Pütz, altri 8 titoli nell'ATP Tour e diversi altri nei circuiti minori, nel febbraio 2025 ha raggiunto il 5º posto del ranking di specialità. In singolare ha vinto solo alcuni tornei ITF. Nel 2019 ha fatto il suo esordio nella squadra tedesca di Coppa Davis.
Tra gli juniores ha vinto il torneo di doppio ragazzi a Wimbledon 2009 in coppia con Pierre-Hugues Herbert e l'anno successivo ha raggiunto l'8º posto nel ranking mondiale di categoria.

## Statistiche

### Doppio

#### Vittorie (11)
| Legenda              |
| Grande Slam (2)      |
| ATP Finals (1)       |
| ATP Masters 1000 (0) |
| ATP Tour 500 (4)     |
| ATP Tour 250 (4)     |

| N.  | Data             | Torneo                                                     | Superficie  | Compagno       | Avversari in finale                    | Punteggio              |
| 1.  | 17 febbraio 2019 | New York Open, New York                                    | Cemento (i) | Andreas Mies   | Santiago González Aisam-ul-Haq Qureshi | 6–4, 7–5               |
| 2.  | 8 giugno 2019    | Open di Francia, Parigi                                    | Terra rossa | Andreas Mies   | Jérémy Chardy Fabrice Martin           | 6–2, 7–6(3)            |
| 3.  | 20 ottobre 2019  | European Open, Anversa                                     | Cemento (i) | Andreas Mies   | Rajeev Ram Joe Salisbury               | 7–6(1), 6–3            |
| 4.  | 10 ottobre 2020  | Open di Francia, Parigi (2)                                | Terra rossa | Andreas Mies   | Mate Pavić Bruno Soares                | 6–3, 7–5               |
| 5.  | 2 maggio 2021    | Internazionali di Tennis di Baviera, Monaco di Baviera     | Terra rossa | Wesley Koolhof | Sander Gillé Joran Vliegen             | 4–6, 6–4, [10–5]       |
| 6.  | 20 giugno 2021   | Halle Open, Halle                                          | Erba        | Horia Tecău    | Félix Auger-Aliassime Hubert Hurkacz   | 7–6(4), 6–4            |
| 7.  | 24 aprile 2022   | Barcelona Open, Barcellona                                 | Terra rossa | Andreas Mies   | Wesley Koolhof Neal Skupski            | 7–6(3), 6(5)–7, [10–6] |
| 8.  | 1º maggio 2022   | Internazionali di Tennis di Baviera, Monaco di Baviera (2) | Terra rossa | Andreas Mies   | David Vega Hernández Rafael Matos      | 4–6, 6–4, [10–7]       |
| 9.  | 30 luglio 2023   | Hamburg European Open, Amburgo                             | Terra rossa | Tim Pütz       | Sander Gillé Joran Vliegen             | 7–6(4), 6–3            |
| 10. | 21 luglio 2024   | Hamburg European Open, Amburgo (2)                         | Terra rossa | Tim Pütz       | Fabien Reboul Édouard Roger-Vasselin   | 7–6(8), 6–2            |
| 11. | 17 novembre 2024 | ATP Finals, Torino                                         | Cemento (i) | Tim Pütz       | Marcelo Arévalo Mate Pavić             | 7–6(5), 7–6(6)         |

#### Finali perse (10)
| Legenda              |
| Grande Slam (1)      |
| ATP Finals (0)       |
| ATP Masters 1000 (0) |
| ATP Tour 500 (4)     |
| ATP Tour 250 (5)     |

| N.  | Data             | Torneo                                       | Superficie  | Compagno     | Avversari in finale               | Punteggio           |
| 1.  | 25 ottobre 2020  | ATP Cologne 2, Colonia                       | Cemento (i) | Andreas Mies | Raven Klaasen Ben McLachlan       | 2–6, 4–6            |
| 2.  | 7 marzo 2021     | Rotterdam Open, Rotterdam                    | Cemento (i) | Horia Tecău  | Nikola Mektić Mate Pavić          | 6(7)–7, 2–6         |
| 3.  | 25 aprile 2021   | Barcelona Open, Barcellona                   | Terra rossa | Horia Tecău  | Robert Farah Juan Sebastián Cabal | 4–6, 2–6            |
| 4.  | 18 luglio 2021   | Hamburg European Open, Amburgo               | Terra rossa | Horia Tecău  | Tim Pütz Michael Venus            | 3–6, 7–6(3), [8–10] |
| 5.  | 23 aprile 2023   | Internazionali di Baviera, Monaco di Baviera | Terra rossa | Tim Pütz     | Alexander Erler Lucas Miedler     | 3-6, 4-6            |
| 6.  | 18 giugno 2023   | Stuttgart Open, Stoccarda                    | Erba        | Tim Pütz     | Nikola Mektić Mate Pavić          | 6(2)–7, 3–6         |
| 7.  | 6 gennaio 2024   | Brisbane International, Brisbane             | Cemento     | Tim Pütz     | Jean-Julien Rojer Lloyd Glasspool | 6(3)–, 7–5, [10–12] |
| 8.  | 23 giugno 2024   | Halle Open, Halle                            | Erba        | Tim Pütz     | Simone Bolelli Andrea Vavassori   | 6(3)–7, 6(5)–7      |
| 9.  | 7 settembre 2024 | US Open, New York                            | Cemento     | Tim Pütz     | Jordan Thompson Max Purcell       | 4–6, 6(4)–7         |
| 10. | 11 gennaio 2025  | Adelaide International, Adelaide             | Cemento     | Tim Pütz     | Simone Bolelli Andrea Vavassori   | 6–4, 6(4)–7, [9–11] |

## Risultati in progressione
| Sigla | Risultato               |
| ----- | ----------------------- |
| V     | Vincitore               |
| F     | Finalista               |
| SF    | Semifinalista           |
| O     | Oro olimpico            |
| A     | Argento olimpico        |
| SF    | Bronzo olimpico         |
| QF    | Quarti di Finale        |
| 4T    | Quarto turno            |
| 3T    | Terzo turno             |
| 2T    | Secondo turno           |
| 1T    | Primo turno             |
| RR    | Round Robin             |
| LQ    | Turno di qualificazione |
| A     | Assente                 |
| ND    | Non disputato           |

| Legenda superfici    |
| -------------------- |
| Cemento              |
| Terra battuta        |
| Erba                 |
| Superficie variabile |

### Singolare
| Tornei Grande Slam         |               |               |               |               |     |
| Australian Open, Melbourne | A             | A             | Q1            | A             | 0–0 |
| Roland Garros, Parigi      | A             | A             | Q1            | A             | 0–0 |
| Wimbledon, Londra          | A             | A             | A             | ND            | 0–0 |
| US Open, New York          | A             | A             | A             | A             | 0–0 |
| Vittorie–Sconfitte         | 0–0           | 0–0           | 0–0           | 0–0           | 0–0 |
| Giochi Olimpici            |               |               |               |               |     |
| Giochi Olimpici            | Non disputati | Non disputati | Non disputati | Non disputati | 0–0 |
| Vittorie–Sconfitte         | Non disputati | Non disputati | Non disputati | Non disputati | 0–0 |

### Doppio
| Tornei Grande Slam         |               |               |               |               |     |      |
| Australian Open, Melbourne | A             | A             | 3T            | 1T            | 2T  | 3–3  |
| Roland Garros, Parigi      | A             | A             | V             | V             |     | 12–0 |
| Wimbledon, Londra          | 1T            | 3T            | 1T            | ND            |     | 2–3  |
| US Open, New York          | A             | 1T            | SF            | 2T            |     | 5–2  |
| Vittorie–Sconfitte         | 0–1           | 2–2           | 12–3          | 7–2           | 1–1 | 22–9 |
| Torneo di Fine Anno        |               |               |               |               |     |      |
| ATP Finals, Londra         | A             | A             | RR            | RR            |     | 2–4  |
| Vittorie–Sconfitte         | 0–0           | 0–0           | 1–2           | 1–2           | 0–0 | 2–4  |
| Giochi Olimpici            |               |               |               |               |     |      |
| Giochi Olimpici            | Non disputati | Non disputati | Non disputati | Non disputati |     | 0–0  |
| Vittorie–Sconfitte         | Non disputati | Non disputati | Non disputati | Non disputati | 0–0 | 0–0  |

### Doppio misto
| Tornei Grande Slam         |               |               |               |               |     |     |
| Australian Open, Melbourne | A             | A             | A             | 1T            | 1T  | 0–2 |
| Roland Garros, Parigi      | A             | A             | A             | ND            |     | 0–0 |
| Wimbledon, Londra          | A             | A             | 1T            | ND            |     | 0–1 |
| US Open, New York          | A             | A             | A             | ND            |     | 0–0 |
| Vittorie–Sconfitte         | 0–0           | 0–0           | 0–1           | 0–1           | 0–1 | 0–3 |
| Giochi Olimpici            |               |               |               |               |     |     |
| Giochi Olimpici            | Non disputati | Non disputati | Non disputati | Non disputati |     | 0–0 |
| Vittorie–Sconfitte         | Non disputati | Non disputati | Non disputati | Non disputati | 0–0 | 0–0 |